# John H. Noble

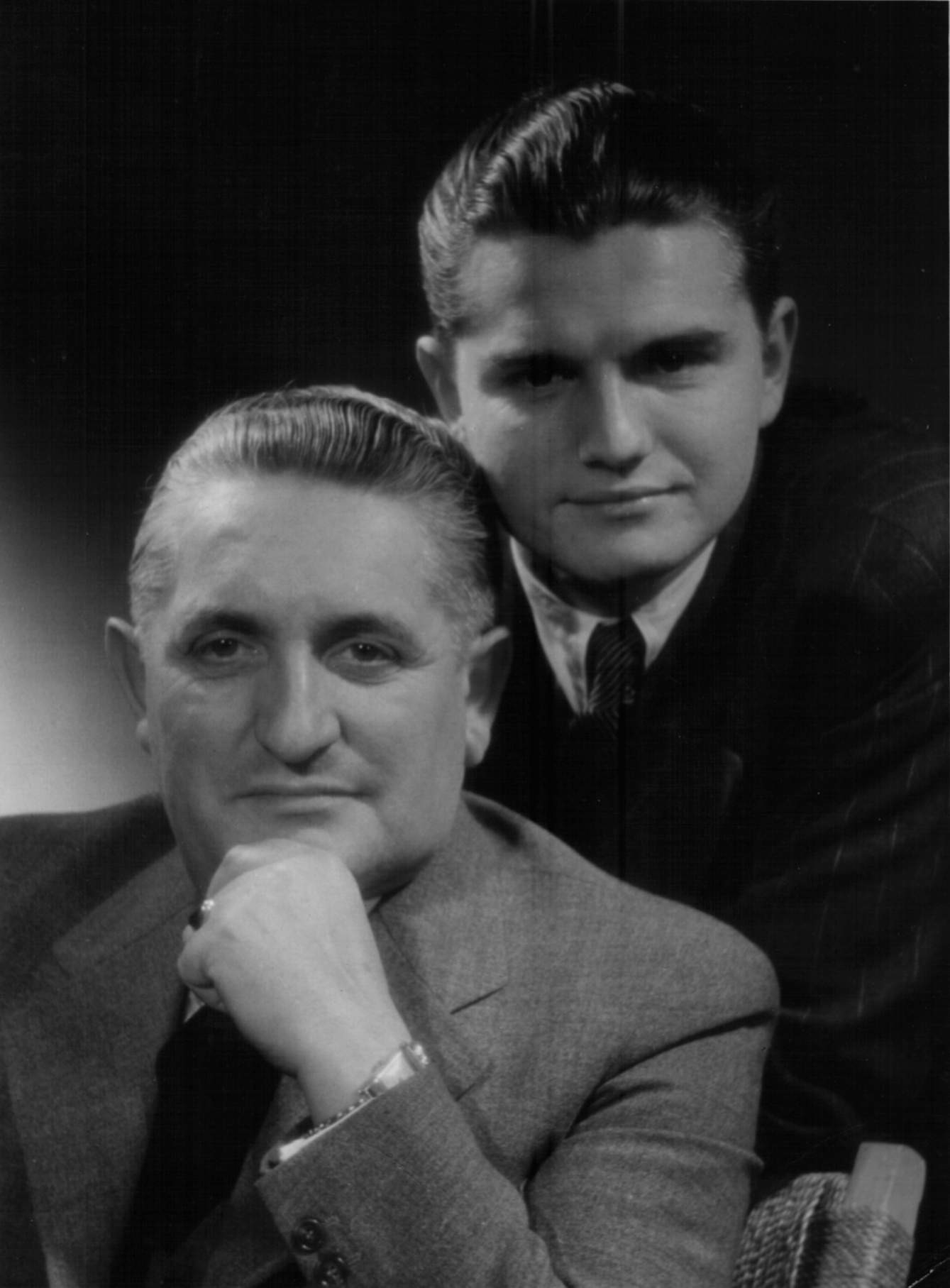
John H. Noble (rechts) zusammen mit seinem Vater.

John H. Noble (* 4. September 1923 in Detroit; † 10. November 2007 in Dresden) war ein deutsch-amerikanischer Unternehmer. Er war Mitentwickler der Spiegelreflexkamera „Praktiflex“ in Dresden sowie Überlebender des Gulag.

## Leben
Nobles Vater Charles Adolph Noble war ein deutschstämmiger, US-amerikanischer Unternehmer aus Detroit. Im Tausch gegen sein amerikanisches Fotogeschäft erwarb er die Dresdner Kamera-Werkstätten Guthe & Thorsch. Daraufhin siedelte die Familie 1938 nach Dresden über. Das Unternehmen wurde in Kamera-Werkstätten Charles A. Noble umbenannt und 1939 brachte Charles A. Noble die Kleinbild-Spiegelreflexkamera „Praktiflex“ auf den Markt. Noch im gleichen Jahr, nach Beginn des Zweiten Weltkriegs, waren die Nobles als US-Amerikaner Repressalien ausgesetzt, konnten aber bis 1945 weiterproduzieren. Die Kameras wurden ausschließlich für den Zivilbedarf produziert, wurden unter anderem in die USA geliefert und brachten Devisen.
Die Luftangriffe auf Dresden überlebte John H. Noble in der Villa San Remo im Dresdner Stadtteil Oberloschwitz als 21-jähriger junger Mann. Nach Kriegsende wurden im Sommer 1945 sein Vater Charles und er von der sowjetischen Besatzungsmacht zunächst ohne jede Erklärung inhaftiert; die Kamerawerke wurden enteignet. Das Unternehmen ging später in VEB Kombinat Pentacon auf, dem Hersteller der Praktiflex-Nachfolgerin Praktica.
John Noble durchlief mit seinem Vater das Gefängnis Münchner Platz und mehrere Gefängnisse und Lager des NKWD, unter anderem das Speziallager Nr. 2 Buchenwald bis 1950. Dort wurden Vater und Sohn getrennt. Als im Frühjahr 1950 die Speziallager in der DDR geschlossen wurden, wurde Charles in Waldheim inhaftiert; John wurde über weitere Gefängnisse in den sowjetischen Gulag nach Workuta gebracht.
Im sibirischen Arbeitslager Workuta war es ein täglicher Kampf ums Überleben, bis es ihm 1954 gelang, ein Lebenszeichen hinauszuschmuggeln, das auf einer Postkarte eines Mitgefangenen verschlüsselt war. Auf diese Weise konnte seine Familie, die mittlerweile in die USA zurückgekehrt war, vom westdeutschen Adressaten benachrichtigt werden, woraufhin das Außenministerium der Vereinigten Staaten in der Sowjetunion die Entlassung Nobles forderte. Durch persönliche Intervention Präsident Eisenhowers wurde er schließlich mit anderen amerikanischen Gefangenen freigelassen. Noble berichtete vom niedergeschlagenen Aufstand von Workuta, der nach Stalins Tod 1953 stattfand.
Im Januar 1955 kam John Noble nach fast zehn Jahren Haft frei, gab in Westberlin eine Pressekonferenz und ging zurück in die USA. Sein dort verlegtes Buch Ich war Sklave in Russland wurde 1,3 Millionen Mal verkauft. Er sah seine Mission in der Aufklärung der Folgen von Diktatur und Menschenverachtung und hielt zahlreiche Vorträge.
Am 19. Januar 1955, drei Tage nach der Pressekonferenz, erschienen erstmals in DDR-Tageszeitungen Veröffentlichungen des vormaligen sächsischen Ministerpräsidenten Max Seydewitz (SED) und seiner Frau Ruth, worin behauptet wurde, dass sein Vater Charles Noble vom Balkon seiner Villa San Remo aus im Februar 1945 den Luftangriff auf Dresden gesteuert habe. Diese Diffamierung gilt als Reaktion auf die ersten Berichte John Nobles über die Zustände in sowjetischen Lagern. In seinem Buch „Die unbesiegbare Stadt“ wiederholte Seydewitz diese Behauptung, die Eingang in die DDR-Propaganda fand. Bis zur Wende befand sich am Tor der Villa San Remo eine Messingtafel, die von der angeblichen Gräueltat der Nobles berichtete.
Nach einer Karriere als Politikberater und Wirtschaftswissenschaftler in den USA kehrte John H. Noble 1990 nach Dresden zurück. Die Treuhandanstalt schlug die Warenzeichen, unter anderem „Praktica“, dem von Heinrich Manderman übernommenen Pentacon-Betriebsteil zu. Noble bekam lediglich die Immobilie des ehemaligen Dresdner Unternehmens zurück. Trotzdem gelang bald die Entwicklung der Panoramakamera „Noblex“. Mit der Sicherheitskamera „Loglux“ war 1996 eine weitere Entwicklung abgeschlossen, wegen einer fehlenden Finanzierungsgrundlage konnte er die Produktion nicht aufnehmen und musste das Unternehmen verkaufen.

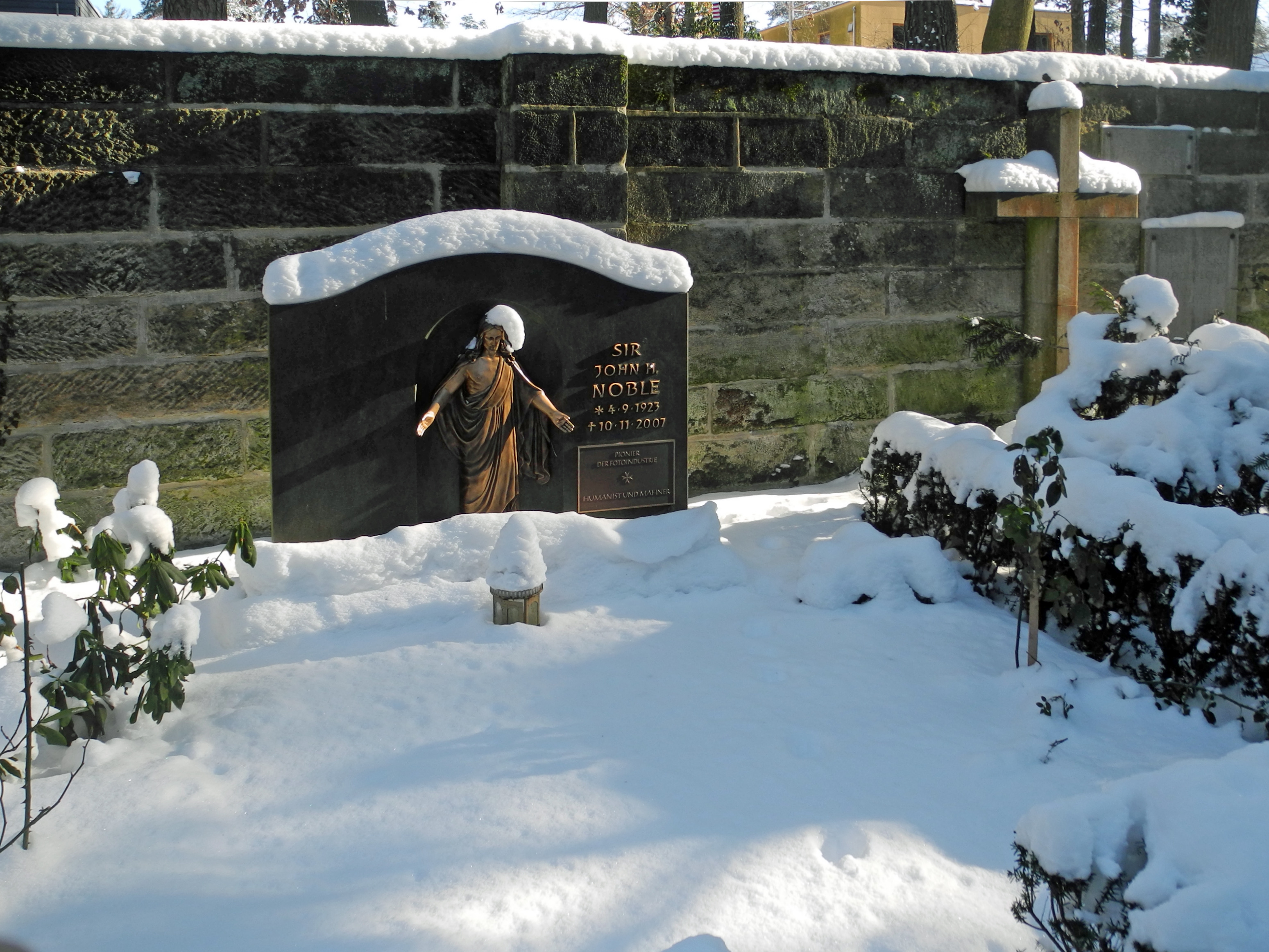
Grab von John H. Noble auf dem Waldfriedhof Dresden-Weißer Hirsch

Im Jahr 2001 lernte er Katharina Förster kennen, die bald seine Lebensgefährtin und später seine zweite Frau wurde. Mit ihr gründete er einen Verlag, in dem 2004 sein Buch Verbannt und verleugnet erschien. Zwei Jahre später erschien der Dokumentarfilm Der Internationale Gulag.
John Noble war  Gast in Talkshows und Filmbeiträgen und er hielt Vorträge, an Schulen, Gymnasien, in Kirchen, so zum Tag der Deutschen Einheit 1995 vor dem Stadtrat Dresden.
Am Morgen des 10. Novembers 2007 starb John Noble in Dresden an einem Herzinfarkt. Noch am vorherigen Abend hatte er einen Vortrag in der Freitaler Christuskirche gehalten. Noble wurde auf dem Waldfriedhof Weißer Hirsch bestattet. Ihn überlebten fünf Kinder aus erster Ehe und neun Enkelkinder.